# Franz Dengg
Franz Dengg (* 1. Dezember 1928 in Partenkirchen; † 7. Oktober 2024 in Partenkirchen) war ein deutscher Skispringer.

## Werdegang
Dengg begann seine internationale Karriere mit dem Start bei den Olympischen Winterspielen 1952 in Oslo. Von der Normalschanze erreichte er mit Sprüngen auf 60 und 56,5 m den 31. Platz. Ein Jahr nach den Spielen nahm er an der Vierschanzentournee 1953 teil. Bereits beim Auftaktspringen am 1. Januar in Partenkirchen erreichte er mit dem zehnten Platz eine Platzierung unter den besten zehn. Bei der Vierschanzentournee 1953/54 erreichte er in Oberstdorf mit Platz sieben eine noch bessere Platzierung die zugleich die beste Einzelplatzierung seiner Karriere war. 1955 wiederholte er diese Platzierung noch einmal in Partenkirchen. Nach der Vierschanzentournee 1954/55, bei der er Achter der Gesamtwertung wurde, beendete er seine aktive Skisprungkarriere.